# Le Privé de ces dames
Pour plus de détails, voir Fiche technique et Distribution.
Le Privé de ces dames (The Cheap Detective) est un film américain réalisé par Robert Moore, sorti en 1978. Il s'agit d'une parodie des célèbres films Casablanca et Le Faucon maltais.

## Synopsis
Lou Peckinpaugh (Peter Falk), un détective privé maladroit de San Francisco, tente de s'innocenter du meurtre de son partenaire tout en aidant un groupe bizarre de personnages à retrouver un trésor perdu. Un grand nombre de personnes sont assassinées dans des poses de mort folles avant qu'il ne découvre par Pepe Damas qu'elles recherchaient toutes un gros diamant en forme d'œuf. Vladimir Korsokovowitz, qui possédait le diamant, est abattu par son partenaire Marcel lors du vol et meurt après avoir saigné pendant 10 ans. À la fin, tout le monde confronte Peckinpaugh dans son bureau et découvre que le diamant était en réalité un véritable œuf.

## Fiche technique
- Titre français : Le Privé de ces dames
- Titre original : The Cheap Detective
- Réalisation : Robert Moore
- Scénario : Neil Simon
- Musique : Patrick Williams
- Photographie : John A. Alonzo
- Montage : Sidney Levin et Michael A. Stevenson
- Production : Ray Stark
- Sociétés de production : Columbia Pictures, EMI Films et Rastar Pictures
- Société de distribution : Columbia Pictures
- Pays de production :  États-Unis
- Langue : Anglais
- Format : couleur - Mono - 35 mm - 2.85:1
- Genre : Comédie, Policier, Parodie
- Durée : 92 min
- Date de sortie : 1978
- Affiche : René Ferracci (France)

## Distribution
- Peter Falk (VF : Serge Sauvion) : Lou Peckinpaugh
- Louise Fletcher (VF : Claire Guibert) : Marlene DuChard
- Eileen Brennan (VF : Annie Balestra) : Betty DeBoop
- Marsha Mason (VF : Sylvie Feit) : Georgia Merkle
- Madeline Kahn (VF : Michelle Bardollet) : Carmen Montenegro
- Dom DeLuise (VF : Albert de Médina) : Pépé d'Aboukir
- Fernando Lamas (VF : Jean-Claude Michel) : Paul DuChard
- James Coco (VF : Jacques Deschamps) : Marcel
- Ann-Margret (VF : Perrette Pradier) : Jezebel Dezire
- Stockard Channing (VF : Francine Lainé) : Bess
- Nicol Williamson (VF : Bernard Woringer) : le colonel Schlissel
- John Houseman (VF : Jean Martinelli) : James La Barbaque
- Vic Tayback (VF : Henry Djanik) : le lieutenant DiMaggio
- Sid Caesar (VF : René Bériard) : Ezra Dezire
- David Ogden Stiers (VF : Roland Ménard) : le maître d'hôtel
- Abe Vigoda (VF : Georges Atlas) : le sergent Rizzuto
- Scatman Crothers (VF : Albert de Médina) : Tinker
- James Cromwell : Schnell
- Paul Williams : l'homme de main
- Carmine Caridi : le sergent Crosseti
- Jonathan Banks : le livreur